# 小行星18735
小行星18735（18735 Chubko）是一颗绕太阳运转的小行星，为主小行星带小行星。该小行星于1998年6月19日发现。

## 轨道参数
小行星18735的轨道半长轴为450 368 062 km，3.0104817 UA，离心率为0.153。